# Döğer, İhsaniye
Döğer là một thị trấn thuộc huyện İhsaniye, tỉnh Afyonkarahisar, Thổ Nhĩ Kỳ. Dân số thời điểm năm 2021 là 5,559 người.